# Modello di sicurezza Fiducia Zero
Il modello di sicurezza chiamato di Fiducia Zero, anche noto come Sicurezza Senza Perimetri, descrive un approccio per progettare e implementare sistemi informatici. 
Il principale concetto alla base del modello di sicurezza di Fiducia Zero è quello di "non fidarsi mai e di verificare sempre", ossia che i sistemi informatici non devono godere di fiducia anche se questi sono precedentemente verificati. La maggior parte delle reti informatiche moderne consiste in molteplici interconnessioni, servizi e infrastrutture Cloud, ambienti mobili e sistemi informatici non convenzionali. La ragione dietro il modello di Zero Fiducia è che non viene fatta nessuna eccezione, al contrario del modello tradizionale che ripone la fiducia nei sistemi entro i perimetri di sicurezza o tramite connessioni VPN: da qui il nome Sicurezza Senza Perimetri. La Fiducia Zero suggerisce anche l'uso di sistemi di autenticazione mutui, con controlli di identità e integrità dei sistemi e fornendo l'accesso ad applicazioni e servizi basati sulla combinazione incrociata dell'identità, integrità e autenticazione degli utenti.